# Albert Schwarz
Albert Solomonovich Schwarz (em russo:  А. С. Шварц; Kazan, União Soviética, 24 de junho de 1934) é um matemático e físico teórico russo, atualmente professor da Universidade da Califórnia em Davis.
Schwarz é um dos pioneiros da teoria de Morse e o primeiro a apresentar um exemplo de teoria topológica quântica de campo. O gênero Schwarz, uma das noções fundamentais de complexidade topológica, é denominado em seu nome. Schwarz trabalhou sobre alguns exemplos em geometria não-comutativa. É o "S" no modelo AKSZ (denominado com os nome de Mikhail Alexandrov, Maxim Kontsevich, Schwarz e Oleg Zaboronsky).
Foi palestrante convidado do Congresso Internacional de Matemáticos em Quioto (1990: Geometry of fermionic string).
Dentre seus orientados consta Dmitry Fuchs.

## Monografias
- Topology for physicists, Springer, 1996.
- Quantum field theory and topology, Grundlehren der Math. Wissen. 307, Springer 1993 (translated from Russian original Kvantovaja teorija polja i topologija, Nauka, Moscou, 1989).
- A. S. Švarc, Математические основы квантовой теории поля (Mathematical aspects of quantum field theory), Atomizdat, Moscou, 1975.

## Artigos selecionados
- A. S. Švarc, Род расслоенного пространства, Докл. АН СССР (The genus of a fiber space (Russian), Dokl. Akad. Nauk SSSR (N.S.)) 119 (1958), no. 2,  219–222.
- A. Schwarz, O. Zaboronsky, Supersymmetry and localization, Comm. Math. Phys. 183(2) (1997), 463–476.
- M. Alexandrov, M. Kontsevich, A. Schwarz, O. Zaboronsky, The geometry of the master equation and topological quantum field theory, Int. J. Modern Phys. A12(7):1405–1429, 1997.
- V. Kac, A. Schwarz, Geometric interpretation of the partition function of 2D gravity, Phys. Lett. B257 (1991), nos. 3–4, 329–334.
- A. A. Belavin, A. M. Polyakov, A. S. Schwartz, Yu. S. Tyupkin, Pseudoparticle solutions of the Yang-Mills equations, Phys. Lett. B59 (1975), no. 1, 85–87.
- V. N. Romanov, A. S. Švarc, Anomalies and elliptic operators (Russian), Teoret. Mat. Fiz. 41 (1979), no. 2, 190–204.
- S. N. Dolgikh, A. A. Rosly, A. S. Schwarz, Supermoduli spaces, Comm. Math. Phys. 135 (1990), no. 1, 91–100.